# Iglesias del altiplano chileno
Las iglesias del altiplano chileno son un conjunto de más de 30 templos y capillas católicas construidas entre los siglos XVII y XVIII en el norte de Chile, particularmente en las regiones de Arica y Parinacota, Tarapacá y Antofagasta. Forman un conjunto de inmuebles representativo del estilo barroco andino y son reconocidas por ejemplificar el proceso de sincretismo entre los conquistadores europeos y los pueblos originarios del altiplano chileno.

## Historia
Fueron construidas durante el proceso de conquista del actual territorio chileno por parte de los españoles, entre los siglos XVII y XVIII, con la introducción de la fe y cultura católica en la cultura andina. 
En esa época, las órdenes religiosas que acompañaron a los colonizadores promovieron en los habitantes originarios de la zona, principalmente los pueblos aimara y coya, la construcción de templos religiosos con los que conmemorar la nueva religión. El resultado fue una arquitectura representativa, que se ha denominado como barroco andino, y que encarna el encuentro entre una estética e imaginario sacro proveniente de Europa, con sus ideas renacentistas y luego barrocas, y los materiales, técnicas de construcción y estilo de vida de las comunidades y pueblos indígenas del altiplano.

## Descripción
Si bien cada templo posee características propias, las iglesias del altiplano chileno se caracterizan por ser construcciones de una sola planta, con muros gruesos de albañilería en adobe, y con técnicas de edificación como la quincha, los tapiales de barro, mamposterías de piedra canteada y pircas de piedra y barro. 
Las techumbres de estas iglesias se caracterizan por estar construidas en madera y cubiertas de caña y estera de totora, paja brava con barro y planchas de calamina.

### Arte sagrado
A su valor arquitectónico se suma la importancia de los bienes culturales muebles de sus interiores, como las piezas artísticas, platería, objetos de culto, pinturas.

## Puesta en valor

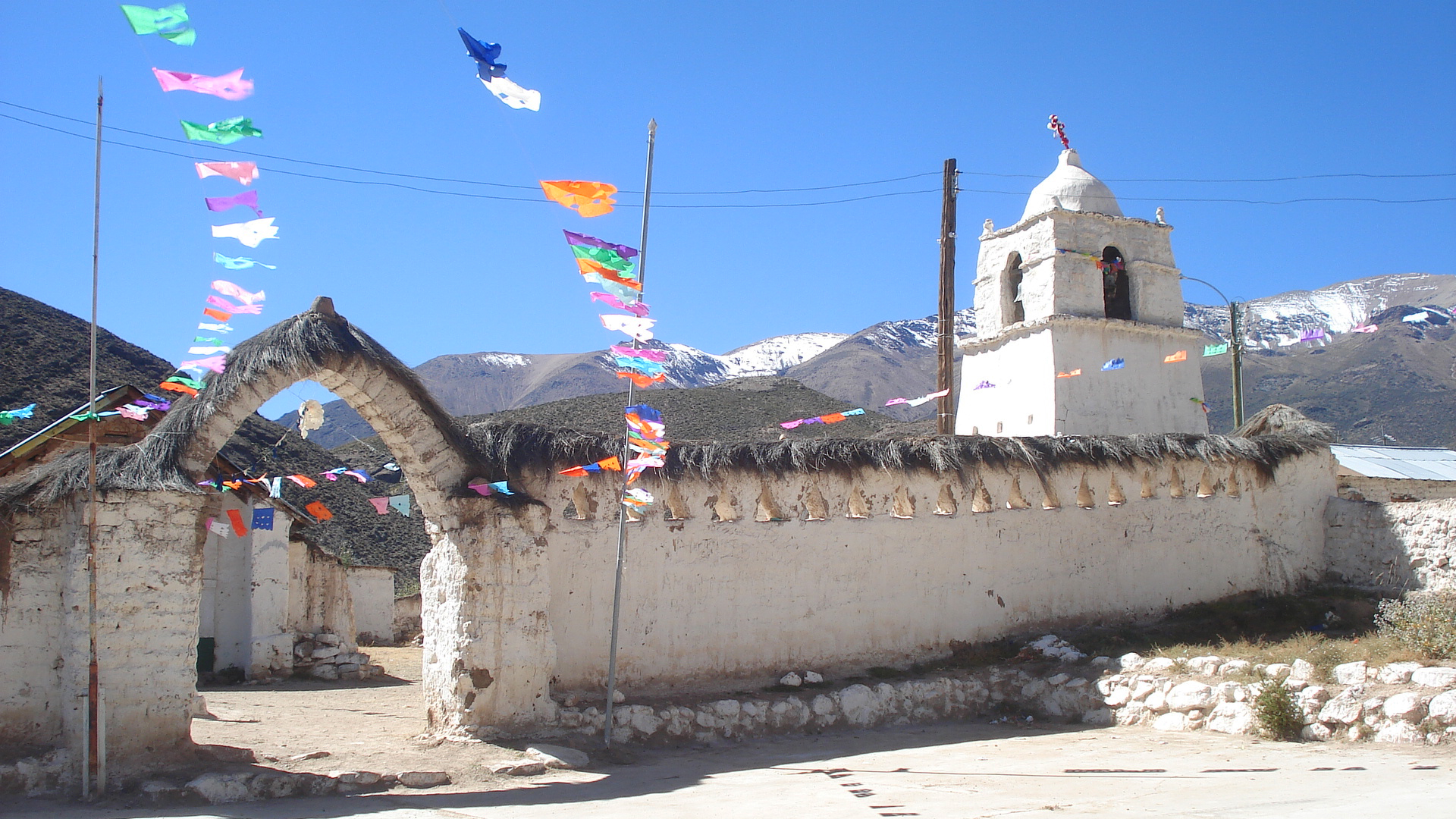
Iglesia de San Andrés Apóstol de Pachama

Las iglesias del altiplano andino son actualmente reconocidas como un patrimonio material y cultural único, que representan una tradición ancestral al mismo tiempo que son la muestra del proceso de sincretismo propio de la conquista europea del continente americano.
En la lista de patrimonio histórico del Consejo de Monumentos Nacionales de Chile se cuentan varias de estas iglesias, siendo las más icónicas la Iglesia de San Pedro de Atacama y la Iglesia de Parinacota.
El conjunto de iglesias del altiplano se encuentra en la lista tentativa de bienes culturales a ser postulados a la Lista de Patrimonio Mundial de la UNESCO, debido a sus valores culturales, históricos, arquitectónicos y artísticos.

### Restauración
A partir del año 2008 el Estado chileno, a través de la dirección de arquitectura del Ministerio de Obras Públicas y la Subsecretaría de Desarrollo Regional y Administrativo impulsó el programa «Puesta en valor del patrimonio» para ejecutar la restauración de diferentes monumentos nacionales e inmuebles de valor patrimonial a lo largo de Chile. El programa incluyó la restauración de 21 templos considerados parte de este circuito, muchos de ellos en estado crítico después del terremoto de 2005. 